# 大歳寛
大歳 寛（おおとし ゆたか、1916年10月12日 - 1992年11月25日）は、日本の経営者。TDK社長、会長を務めた。兵庫県洲本市出身。

## 経歴
1951年に早稲田大学専門部商学科を卒業し、同年に東京電気化学工業(のちのTDK)に入社。
1971年1月に常務に就任し、1974年1月に専務を経て、1979年2月に副社長に就任し、1983年2月には社長に昇格。1987年2月に会長に就任。
1988年11月に勲二等瑞宝章を受章。
1992年11月25日呼吸不全のために死去。76歳没。